# Celeus
Genre
Celeus est un genre d'oiseaux de la famille des picidés (ou Picidae). 

## Liste d'espèces
D'après la classification de référence (version 14.1, 2024) du Congrès ornithologique international (ordre phylogénique) :
- Celeus loricatus – Pic cannelle
- Celeus undatus – Pic ondé
  - Celeus grammicus – Pic de Verreaux
- Celeus castaneus – Pic roux
- Celeus elegans – Pic mordoré
- Celeus lugubris – Pic à tête pâle
- Celeus flavescens – Pic à tête blonde
- Celeus ochraceus – Pic ocré
- Celeus flavus – Pic jaune
- Celeus spectabilis – Pic à tête rousse
- Celeus obrieni – Pic d'O'Brien
- Celeus torquatus – Pic à cravate noire
- Celeus galeatus – Pic casqué